# Tổng thống Perú
Tổng thống Peru là một chức vụ được thiết lập theo Hiến pháp năm 1993, Tổng thống Cộng hòa là nguyên thủ quốc gia đại diện cho quốc gia này trong các vấn đề quốc tế chính thức. Nhiệm kỳ tổng thống là 5 năm và một đương kim tổng thống không thể được tái bầu cử một nhiệm kỳ tiếp theo. Một cựu tổng thống có thể ứng cử trở lại nếu rời khỏi chức vụ này đủ một nhiệm kỳ. Chức vụ chính thức là Tổng thống Cộng hòa (tiếng Tây Ban Nha: Presidente de la República).

## Lịch sử
Trong hơn 180 năm độc lập, Peru đã được các nhà lãnh đạo quân sự, những người đã chiến đấu giành độc lập nắm quyền, gồm những lãnh đạo của cuộc Chiến tranh Thái Bình Dương, các đại diện của quý tộc và các nhà lãnh đạo được bầu cử dân chủ. Ngoài ra, chức vụ này cũng được tạo ra từ các cuộc nội chiến, các cuộc đảo chính và bạo loạn. Hơn một lần, nhiều cá nhân đã tuyên bố quyền làm tổng thống đồng thời
Nhiều tước vị đã được sử dụng để gọi chức vụ này như "Người bảo hộ Peru" (San Martin sử dụng), "Người giải phóng Peru" (Bolivar sử dụng) và "Người bảo vệ tối cao" (được Santa Cruz sử dụng).
Dưới đây là danh sách các cá nhân đã giữ chức tổng thống của Peru.

## Các tổng thống Cộng hòa (1821-đến nay)
| Nhiệm kỳ                         | Ảnh         | Tổng thống                                      | Nhậm chức              | Rời chức             | Kiểu lên chức                                     | Tước vị                                            |
| -------------------------------- | ----------- | ----------------------------------------------- | ---------------------- | -------------------- | ------------------------------------------------- | -------------------------------------------------- |
| 1                                |             | José de San Martín                              | 28 tháng 7 năm 1821    | 10 tháng 9 năm 1822  | Bầu cử gián tiếp                                  | Người bảo hộ                                       |
| 2                                | không khung | Francisco Xavier de Luna Pizarro                | 20 tháng 9 năm 1822    | 22 tháng 9 năm 1822  | Bầu cử gián tiếp                                  | Tổng thống lâm thời                                |
| 3                                | không khung | José La Mar                                     | 22 tháng 9 năm 1822    | 27 tháng 2 năm 1823  | Được Nghị viện bầu                                | Chủ tịch Hội đồng chính phủ                        |
| 4                                | không khung | José Bernardo de Tagle, Hầu tước xứ Torre-Tagle | 27 tháng 2 năm 1823    | 28 tháng 2 năm 1823  |                                                   | Tổng thống lâm thời                                |
| 5                                | không khung | José de la Riva Agüero                          | 28 tháng 2 năm 1823    | 23 tháng 6 năm 1823  | Được Nghị viện bầu                                |                                                    |
| 6                                |             | Antonio José de Sucre                           | 23 tháng 6 năm 1823    | 17 tháng 7 năm 1823  | Được Nghị viện bầu                                |                                                    |
| 7                                | không khung | José Bernardo de Tagle, Hầu tước xứ Torre-Tagle | 17 tháng 7 năm 1823    | 17 tháng 2 năm 1824  | Được Nghị viện bầu                                | Đại biểu Tối cao                                   |
| 8                                | không khung | Simón Bolívar                                   | 17 tháng 2 năm 1824    | 18 tháng 1 năm 1827  | Được Nghị viện bầu                                | Người giải phóng Peru                              |
| 9                                |             | Andrés de Santa Cruz                            | 28 tháng 1 năm 1827    | 9 tháng 6 năm 1827   | Được Nghị viện bầu                                | Chủ tịch Hội đồng Chính phủ                        |
| 10                               | không khung | Manuel Salazar y Baquíjano                      | 9 tháng 6 năm 1827     | 22 tháng 8 năm 1827  | Được Nghị viện bầu                                | Tổng thống lâm thời                                |
| 11                               | không khung | José La Mar                                     | 22 tháng 8 năm 1827    | 7 tháng 6 năm 1829   | Bầu cử trực tiếp                                  |                                                    |
| 12                               | không khung | Antonio Gutiérrez de la Fuente                  | 7 tháng 6 năm 1829     | 1 tháng 9 năm 1829   | Đảo chính                                         |                                                    |
| 13                               |             | Agustín Gamarra                                 | 1 tháng 9 năm 1829     | 20 tháng 12 năm 1833 | Được Nghị viện bầu                                |                                                    |
| 14                               | không khung | Francisco Xavier de Luna Pizarro                | 20 tháng 12 năm 1833   | 21 tháng 12 năm 1833 | Được Nghị viện bầu                                | Tổng thống lâm thời                                |
| 15                               | không khung | Luis José de Orbegoso y Moncada                 | 21 tháng 12 năm 1833   | 11 tháng 8 năm 1836  | Được Nghị viện bầu                                |                                                    |
| 16                               | không khung | Pedro Pablo Bermúdez                            | 4 tháng 1 năm 1833     | 24 tháng 4 năm 1834  | Đảo chính                                         | Provisional Supreme Ruler                          |
| 17                               | không khung | Felipe Santiago Salaverry                       | 23 tháng 2 năm 1835    | 7 tháng 2 năm 1836   | Đảo chính                                         | Supreme Legislator                                 |
| 18                               |             | Andrés de Santa Cruz                            | 11 tháng 8 năm 1836    | 24 tháng 8 năm1838   |                                                   | Người bảo vệ tối cao Liên bang                     |
| 19                               |             | Agustín Gamarra                                 | 24 tháng 8 năm1838     | 18 tháng 11 năm 1841 | Được Nghị viện bầu                                |                                                    |
| 20                               | không khung | Manuel Menéndez                                 | 18 tháng 11 năm 1841   | 16 tháng 8 năm 1842  | Tổng thống lâm thời                               | Chủ tịch Hội đồng Chính phủ                        |
| 21                               | không khung | Juan Crisóstomo Torrico                         | 16 tháng 8 năm 1842    | 17 tháng 10 năm 1842 | Đảo chính                                         |                                                    |
| 22                               | không khung | Francisco Vidal                                 | 17 tháng 10 năm 1842   | 15 tháng 3 năm 1843  | Đảo chính                                         |                                                    |
| 23                               | không khung | Justo Figuerola                                 | 15 tháng 3 năm 1843    | 20 tháng 3 năm 1843  | Đảo chính                                         |                                                    |
| 24                               | không khung | Manuel Ignacio de Vivanco                       | 20 tháng 3 năm 1843    | 17 tháng 6 năm 1844  | Tổng thống tự tuyên bố                            |                                                    |
| 25                               | không khung | Domingo Nieto                                   | 20 tháng 3 năm 1843    | 17 tháng 2 năm 1844  | Tổng thống tự tuyên bố                            |                                                    |
| 26                               |             | Ramón Castilla                                  | 17 tháng 2 năm 1844    | 10 tháng 8 năm 1844  | Được bầu để thay cho Domingo Nieto                |                                                    |
| 27                               | không khung | Domingo Elías                                   | 17 tháng 6 năm 1844    | 10 tháng 8 năm 1844  | Tổng thống tự tuyên bố                            |                                                    |
| 28                               | không khung | Manuel Menéndez                                 | 10 tháng 8 năm 1844    | 11 tháng 8 năm 1844  | Tổng thống lâm thời                               | Tổng thống of the Government Council               |
| 29                               | không khung | Justo Figuerola                                 | 11 tháng 8 năm 1844    | 7 tháng 10 năm 1844  | Đảo chính                                         |                                                    |
| 30                               | không khung | Manuel Menéndez                                 | 7 tháng 10 năm 1844    | 20 tháng 4 năm 1845  | Tổng thống lâm thời                               | Chủ tịch Hội đồng Chính phủ                        |
| 31                               |             | Ramón Castilla                                  | 20 tháng 4 năm 1845    | 20 tháng 4 năm 1851  | Bầu cử trực tiếp                                  |                                                    |
| 32                               | không khung | José Rufino Echenique                           | 20 tháng 4 năm 1851    | 5 tháng 1 năm 1855   | Bầu cử trực tiếp                                  |                                                    |
| 33                               |             | Ramón Castilla                                  | 5 tháng 1 năm 1855     | 24 tháng 10 năm 1862 | Đảo chính Bầu cử trực tiếp                        |                                                    |
| 34                               | không khung | Miguel de San Román                             | 24 tháng 10 năm 1862   | 3 tháng 4 năm 1863   | Bầu cử trực tiếp                                  |                                                    |
| 35                               | không khung | Ramón Castilla                                  | 3 tháng 4 năm 1863     | 9 tháng 4 năm 1863   | Cách mạng Tổng thống tự tuyên bố                  |                                                    |
| 36                               | không khung | Pedro Diez Canseco                              | 3 tháng 4 năm 1863     | 5 tháng 8 năm 1863   | Tổng thống lâm thời                               | Phó Tổng thống thứ hai                             |
| 37                               | không khung | Juan Antonio Pezet                              | 5 tháng 8 năm 1863     | 25 tháng 4 năm 1865  |                                                   | Phó Tổng thống thứ nhất                            |
| 38                               |             | Mariano Ignacio Prado                           | 25 tháng 4 năm 1865    | 24 tháng 6 1865      | Đảo chính                                         |                                                    |
| 39                               | không khung | Juan Antonio Pezet                              | 24 tháng 6 năm 1865    | 8 tháng 11 năm 1865  |                                                   |                                                    |
| 40                               | không khung | Pedro Diez Canseco                              | 8 tháng 11 năm 1865    | 28 tháng 11 năm 1865 | Tổng thống lâm thời                               |                                                    |
| 41                               | không khung | Mariano Ignacio Prado                           | 28 tháng 11 năm 1865   | 8 tháng 1 năm 1868   | Bầu cử trực tiếp                                  |                                                    |
| 42                               | không khung | Pedro Diez Canseco                              | 8 tháng 1 năm 1868     | 2 tháng 8 năm 1868   | Tổng thống lâm thời                               |                                                    |
| 43                               | không khung | José Balta                                      | 2 tháng 8 năm 1868     | 22 tháng 7 năm 1872  | Bầu cử trực tiếp                                  |                                                    |
| 44                               | không khung | Tomás Gutiérrez                                 | 22 tháng 7 năm 1872    | 26 tháng 7 năm 1872  | Đảo chính                                         | Lãnh đạo quốc gia tối cao                          |
| 45                               | không khung | Francisco Diez Canseco                          | 26 tháng 7 năm 1872    | 27 tháng 7 năm 1872  | Tổng thống lâm thời                               |                                                    |
| 46                               | không khung | Mariano Herencia Zevallos                       | 27 tháng 7 năm 1872    | 2 tháng 8 năm 1872   | Tổng thống lâm thời                               |                                                    |
| 47                               | không khung | Manuel Pardo                                    | 2 tháng 8 năm 1872     | 2 tháng 8 năm 1876   | Bầu cử trực tiếp                                  |                                                    |
| 48                               |             | Mariano Ignacio Prado                           | 2 tháng 8 năm 1876     | December 23, 1879    | Bầu cử trực tiếp                                  |                                                    |
| 49                               |             | Nicolás de Piérola                              | 23 tháng 12 năm , 1879 | 28 tháng 11 năm 1881 | Đảo chính                                         | Tổng tư lệnh Nhà nước                              |
| 50                               | không khung | Francisco García Calderón                       | 12 tháng 3 năm 1881    | 28 tháng 9 năm 1881  | Được Nghị viện bầu Chilean Occupation (Lima)      | Tổng thống Cộng hòa Lâm thời                       |
| 51                               | không khung | Lizardo Montero Flores                          | 28 tháng 9 năm 1881    | 6 tháng 11 năm 1881  | Được Nghị viện bầu Chilean Occupation (Arequipa)  | Tổng thống Cộng hòa Lâm thời                       |
| 52                               | không khung | Andrés Avelino Cáceres                          | 6 tháng 11 năm 1881    | 25 tháng 12 năm 1882 | Tự tuyên bố Chilean Occupation (Trung Peru)       | Tổng thống Cộng hòa                                |
| 53                               | không khung | Miguel Iglesias                                 | 6 tháng 11 năm 1881    | 25 tháng 12 năm 1882 | Được Nghị viện bầu Chilean Occupation (Cajamarca) | Regenerator Tổng thống Cộng hòa                    |
| 54                               | không khung | Antonio Arenas                                  | 3 tháng 12 năm 1885    | 5 tháng 6 năm 1885   | Tổng thống lâm thời                               | Chủ tịch Hội đồng Chính phủ                        |
| 55                               | không khung | Andrés Avelino Cáceres                          | 5 tháng 6 năm 1886     | 10 tháng 8 năm 1890  | Bầu cử trực tiếp                                  | Tổng thống hợp hiến                                |
| 56                               | không khung | Remigio Morales Bermúdez                        | 10 tháng 8 năm 1890    | 1 tháng 4 năm 1894   | Bầu cử trực tiếp                                  | Tổng thống hợp hiến                                |
| 57                               | không khung | Justiniano Borgoño                              | 1 tháng 4 năm 1894     | 10 tháng 8 năm 1894  | Tổng thống lâm thời                               | Chủ tịch Hội đồng Chính phủ                        |
| 58                               | không khung | Andrés Avelino Cáceres                          | 10 tháng 8 năm 1894    | 20 tháng 3 năm 1895  | Bầu cử trực tiếp                                  | Tổng thống hợp hiến                                |
| 59                               | không khung | Manuel Candamo                                  | 20 tháng 3 năm 1895    | 8 tháng 9 năm 1895   | Tổng thống lâm thời                               | Tổng thống of the Government Junta                 |
| 60                               |             | Nicolás de Piérola                              | 8 tháng 9 năm 1895     | 8 tháng 9 năm 1899   | Bầu cử trực tiếp                                  | Tổng thống hợp hiến                                |
| 61                               | không khung | Eduardo López de Romaña                         | 8 tháng 9 năm 1899     | 8 tháng 9 năm 1903   | Bầu cử trực tiếp                                  | Tổng thống hợp hiến                                |
| 62                               | không khung | Manuel Candamo                                  | 8 tháng 9 năm 1903     | 7 tháng 5, 1904      | Bầu cử trực tiếp                                  | Tổng thống hợp hiến                                |
| 63                               | không khung | Serapio Calderón                                | May 7, 1904            | 24 tháng 9 năm 1904  | Tổng thống lâm thời                               | Tổng thống of the Government Junta                 |
| 64                               | không khung | José Pardo y Barreda                            | 24 tháng 9 năm 1904    | 24 tháng 9 năm 1908  | Bầu cử trực tiếp                                  | Tổng thống hợp hiến                                |
| 65                               | không khung | Augusto B. Leguía y Salcedo                     | 24 tháng 9 năm 1908    | 24 tháng 9 năm 1912  | Bầu cử trực tiếp                                  | Tổng thống hợp hiến                                |
| 66                               | không khung | Guillermo Billinghurst                          | 24 tháng 9 năm 1912    | 4 tháng 2 năm 1914   | Bầu cử trực tiếp                                  | Tổng thống hợp hiến                                |
| 67                               | không khung | Óscar Benavides                                 | 4 tháng 2 năm 1914     | 18 tháng 8 năm 1915  | Đảo chính                                         |                                                    |
| 68                               | không khung | José Pardo y Barreda                            | 18 tháng 8 năm 1915    | 4 tháng 7 năm 1919   | Bầu cử trực tiếp                                  | Tổng thống hợp hiến                                |
| 69                               | không khung | Augusto B. Leguía y Salcedo                     | 4 tháng 7 năm 1919     | 24 tháng 8 năm1930   | Bầu cử trực tiếp Đảo chính                        | Tổng thống hợp hiến                                |
| 70                               | không khung | Manuel María Ponce Brousset                     | 24 tháng 8 năm1930     | 27 tháng 8 năm 1930  | Tổng thống lâm thời                               |                                                    |
| 71                               | không khung | Luis Miguel Sánchez Cerro                       | 27 tháng 8 năm 1930    | 1 tháng 3 năm 1931   | Đảo chính                                         | 1st Tổng thống of the Provisional Government Junta |
| 72                               | không khung | Ricardo Leoncio Elías Arias                     | 1 tháng 3 năm 1931     | 5 tháng 3 năm 1931   | Đảo chính                                         | Chủ tịch thứ hai của Hội đồng Chính phủ            |
| 73                               | không khung | Gustavo Jiménez                                 | 5 tháng 3 năm 1931     | 11 tháng 3 năm 1931  | Đảo chính                                         | Chủ tịch thứ ba của Hội đồng Chính phủ             |
| 74                               | không khung | David Samanez Ocampo                            | 11 tháng 3 năm 1931    | 8 tháng 12 năm 1931  | Tổng thống lâm thời                               | Tổng thống của Hội đồng miền Nam                   |
| 75                               | không khung | Luis Miguel Sánchez Cerro                       | 8 tháng 12 năm 1931    | 30 tháng 4 năm 1933  | Bầu cử trực tiếp                                  | Tổng thống hợp hiến                                |
| 76                               | không khung | Óscar Benavides                                 | 30 tháng 4 năm 1933    | 8 tháng 12 năm 1939  | Được Nghị viện bầu                                | Tổng thống hợp hiến                                |
| 77                               | không khung | Manuel Prado y Ugarteche                        | 8 tháng 12 năm1939     | 28 tháng 7 năm 1945  | Bầu cử trực tiếp                                  | Tổng thống hợp hiến                                |
| 78                               | không khung | José Luis Bustamante y Rivero                   | 28 tháng 7 năm 1945    | 29 tháng 10 năm 1948 | Bầu cử trực tiếp                                  | Tổng thống hợp hiến                                |
| 79                               | không khung | Manuel Odría                                    | 29 tháng 10 năm 1948   | 1 tháng 6 năm 1950   | Đảo chính                                         |                                                    |
| 80                               | không khung | Zenón Noriega Agüero                            | June 1, 1950           | 28 tháng 7 năm 1950  | Tổng thống lâm thời                               |                                                    |
| 81                               | không khung | Manuel Odría                                    | 28 tháng 7 năm 1950    | 28 tháng 7 năm 1956  | Bầu cử trực tiếp                                  | Tổng thống hợp hiến                                |
| 82                               | không khung | Manuel Prado y Ugarteche                        | 28 tháng 7 năm 1956    | 18 tháng 7 năm 1962  | Bầu cử trực tiếp                                  | Tổng thống hợp hiến                                |
| 83                               | không khung | Ricardo Pérez Godoy                             | 18 tháng 7 năm 1962    | 3 tháng 3 năm 1963   | Đảo chính                                         | Chủ tịch thứ nhất của Hội đồng Quân sự             |
| 84                               | không khung | Nicolás Lindley                                 | 3 tháng 3 năm 1963     | 28 tháng 7 năm 1963  | Đảo chính                                         | Chủ tịch thứ hai của Hội đồng Quân sự              |
| 85                               |             | Fernando Belaúnde Terry                         | 28 tháng 7 năm 1963    | 3 tháng 10 năm 1968  | Bầu cử trực tiếp                                  | Tổng thống hợp hiến                                |
| 86                               | không khung | Juan Velasco Alvarado                           | 3 tháng 10 năm 1968    | 30 tháng 8 năm 1975  | Đảo chính                                         | Chủ tịch thứ nhất của Chính phủ Cách mạng Vũ trang |
| 87                               |             | Francisco Morales Bermúdez                      | 30 tháng 8 năm 1975    | 28 tháng 7 năm 1980  | Đảo chính                                         | Chủ tịch thứ hai của Chính phủ Cách mạng Vũ trang  |
| 88                               |             | Fernando Belaúnde Terry                         | 28 tháng 7 năm 1980    | 28 tháng 7 năm 1985  | Bầu cử trực tiếp                                  | Tổng thống hợp hiến                                |
| 89                               |             | Alan García                                     | 28 tháng 7 năm 1985    | 28 tháng 7 năm 1990  | Bầu cử trực tiếp                                  | Tổng thống hợp hiến                                |
| 90                               |             | Alberto Fujimori                                | 28 tháng 7 năm 1990    | 22 tháng 11 năm 2000 | Bầu cử trực tiếp Đảo chính                        | Tổng thống hợp hiến                                |
| 91                               | không khung | Valentín Paniagua                               | 22 tháng 11 năm 2000   | 28 tháng 7 năm 2001  | Được Nghị viện bầu                                | Tổng thống lâm thời                                |
| 92                               | không khung | Alejandro Toledo                                | 28 tháng 7 năm 2001    | 28 tháng 7 năm 2006  | Bầu cử trực tiếp                                  | Tổng thống hợp hiến                                |
| 93                               |             | Alan García                                     | 28 tháng 7 năm 2006    | 28 tháng 7 năm 2011  | Bầu cử trực tiếp                                  | Tổng thống hợp hiến                                |
| 94                               | không khung | Ollanta Humala                                  | 28 tháng 7 năm 2011    | 28 tháng 7 năm 2016  | Bầu cử trực tiếp                                  | Tổng thống hợp hiến                                |
| 95                               | không khung | Pedro Pablo Kuczynski                           | 28 tháng 7 năm 2016    | 23 tháng 3 năm 2018  | Bầu cử trực tiếp                                  | Tổng thống hợp hiến                                |
| 96                               | không khung | Martín Vizcarra                                 | 23 tháng 3 năm 2018    | 10 tháng 11 năm 2020 | Được Nghị viện bầu                                | Tổng thống hợp hiến                                |
| 97                               |             | Manuel Merino                                   | 10 tháng 11 năm 2020   | 15 tháng 11 năm 2020 | Được Nghị viện bầu                                | Tổng thống hợp hiến                                |
| Bỏ trống 15-17 tháng 11 năm 2020 |             |                                                 |                        |                      |                                                   |                                                    |
| 98                               | không khung | Francisco Sagasti                               | 17 tháng 11 năm 2020   | 28 tháng 7 năm 2021  | Được Nghị viện bầu                                | Tổng thống hợp hiến                                |
| 99                               | không khung | Pedro Castillo                                  | 28 tháng 7 năm 2021    | 7 tháng 12 năm 2022  | Bầu củ trực tiếp                                  | Tổng thống hợp hiến                                |
| 100                              | không khung | Dina Boluarte                                   | 7 tháng 12 năm 2022    | Đương nhiệm          | Được Nghị viện bầu                                | Tổng thống hợp hiến                                |